# Timur Gajdar
Timur Arkadiewicz Gajdar, ros. Тимур Аркадьевич Гайдар (ur. 8 grudnia 1926 w Archangielsku, zm. 23 grudnia 1999 w Moskwie) – radziecki kontradmirał, radziecki i rosyjski dziennikarz i pisarz.
Syn pisarza Arkadego Gajdara, który jego imię nadał bohaterowi swojej powieści Timur i jego drużyna. Ojciec polityka i premiera Rosji – Jegora Gajdara. Dziadek Marii Gajdar, która w 2015 dostała ukraińskie obywatelstwo i została mianowana zastępcą gubernatora Odessy (M. Saakaszwilego).